# Ordin cavaleresc
Ordinele cavalerești apar în secolul al XIV-lea. Ele își afirmă, în statutul lor, voința de a regenera cavaleria, spiritul cavaleresc. Crearea lor se explică și prin rațiuni politice. Dacă multe ordine cavalerești au dispărut rapid, unele dintre ele, dintre care Ordinul Jartierei este celebru, sunt încă în vigoare.

## Origine
Ordinele cavalerești se înscriu în succesiunea ordinelor militare apărute în timpul Cruciadelor și al Reconquistei, fiind vorba atunci de ordine ale călugărilor războinici. În Spania, apar primele ordine laice, precursoare ale ordinelor cavalerești, recompensând acțiuni eroice pentru apărarea Creștinătății, apoi a statului.
Statutele Ordinelor cavalerești s-au inspirat din modelul Mesei Rotunde a ciclului de romane cavalerești referitoare la semilegendarul Rege Artur.